# 牡猫ムルの人生観

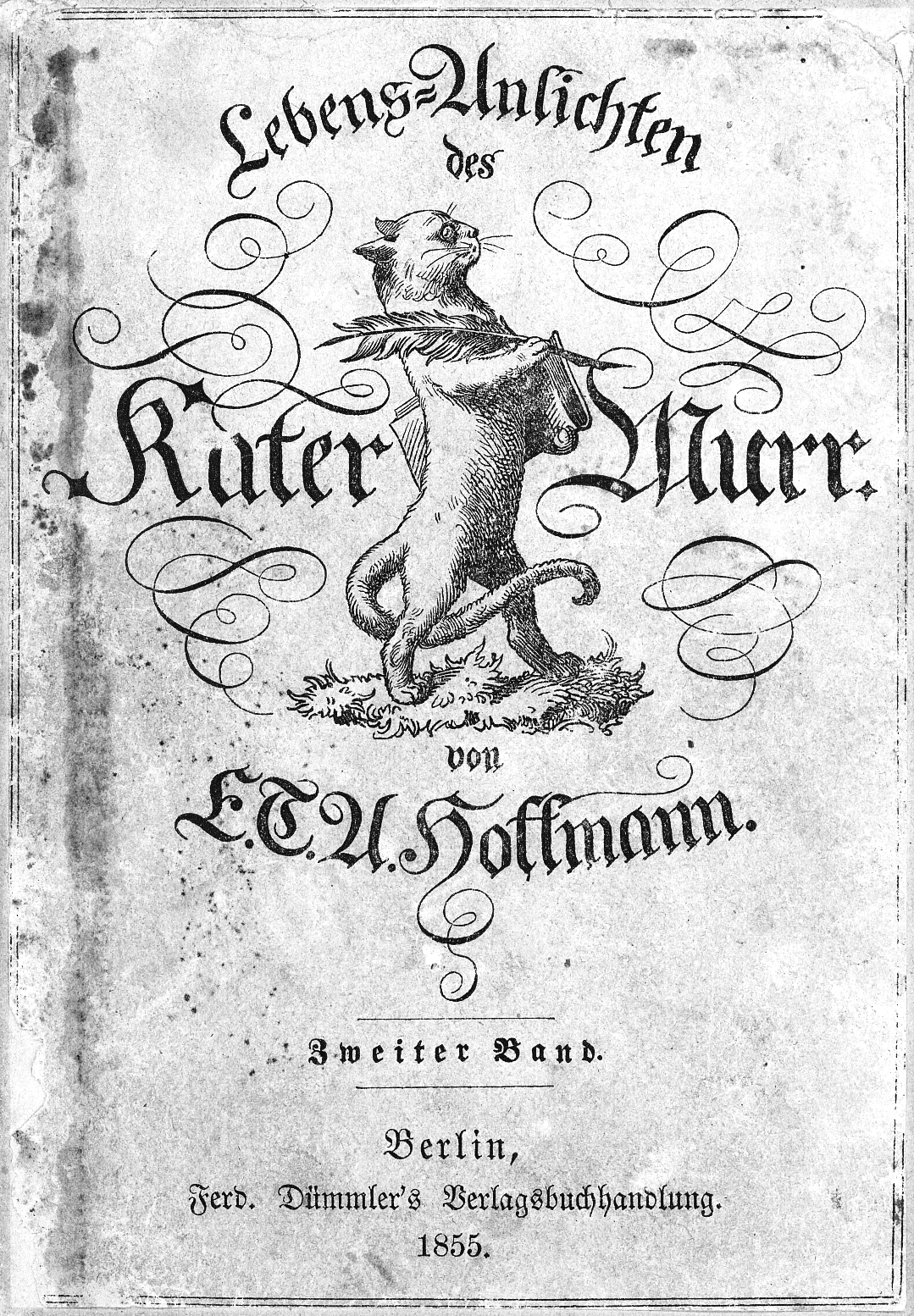
『牡猫ムルの人生観』2巻。表紙絵はホフマン自身による。

『牡猫ムルの人生観』（おすねこムルのじんせいかん、Lebensansichten des Katers Murr）は、E.T.A.ホフマンの長編小説。人語を解する猫ムルの回想録と、架空の音楽家クライスラーの伝記とを取り混ぜて構成する、風刺的な小説である。1819年に第1部、1821年に第2部が発表された。第3部も構想されていたが、作者の死によって書かれないままとなった。
作品の冒頭ではE.T.A.ホフマンがムルの著作の「編集者」として、この著作の奇妙な構成について以下のように説明している。教養ある猫ムルは自身の人生観を書き連ねる際、主人の蔵書からクライスラーの伝記を引っ張り出して勝手に引きちぎり、下敷きや吸い取り紙として使ってしまっていた。そして原稿を印刷する際、不注意な印刷者がムルの原稿とクライスラーの伝記とを混ぜてしまい、結果ムルの回想録はところどころにクライスラーの伝記が挟まっているような形になってしまった。
ヨハンネス・クライスラーの伝記部分は、おおむねE.T.A.ホフマン自身の伝記として読めるものである。ムルの記述とクライスラーの伝記は一見無関係に見えるが、クライスラーの恋愛事件とムルの恋愛とが照応しているという風に、ところどころに対応関係がある。なお、ホフマンは1818年から1821年の間ムルと名づけられた牡猫を実際に飼っており、1821年にムルが死んだ際には人間並みの「死亡通知」を友人たちに送付している。

## 日本語訳
- 牡猫ムルの人生観（秋山六郎兵衛訳、岩波文庫 上下、1956年-1957年、復刊1990年ほか）
- 牡猫ムルの人生観（石丸静雄訳、角川文庫 上下、1958年、復刊1989年）、グーテンベルク21（電子書籍）で再刊
- 牡猫ムルの人生観（深田甫訳、創土社『ホフマン全集7』、1972年）
- ネコのムル君の人生観（鈴木芳子訳、光文社古典新訳文庫 上下、2024年9月-10月）
- 牡猫ムルの人生観（酒寄進一訳、東京創元社、2024年11月）